# トラザメ
トラザメ Scyliorhinus torazame はトラザメ科に属するサメの一種。北西太平洋の岩礁域に分布する普通種である。底生で、水深320mまで生息する。最大でも50cm。体は細く、吻は丸い。皮膚は粗く、体色は褐色で鞍状の模様がある。雄のクラスパーには無数の鈎状構造がある。鼻孔と口の間に溝はなく、口角の溝は上顎には伸びない。
餌は軟体動物など。卵生で、雌は卵鞘に包まれた卵を一度に2個産む。卵は四隅の巻きひげで海藻などに絡みついて固定される。人には無害で、飼育しやすいためモデル生物とされることもある。IUCNは保全状況を軽度懸念としている。

## 分類
1908年の東京大學理學部紀要において、田中茂穂によってCatulus 属の一種として記載された。種小名 torazame は和名に由来する。タイプ標本は三崎町 (神奈川県)で捕獲された45cmの成体雄である。その後、Catulus 属はScyliorhinus 属のシノニムとされた。

## 形態

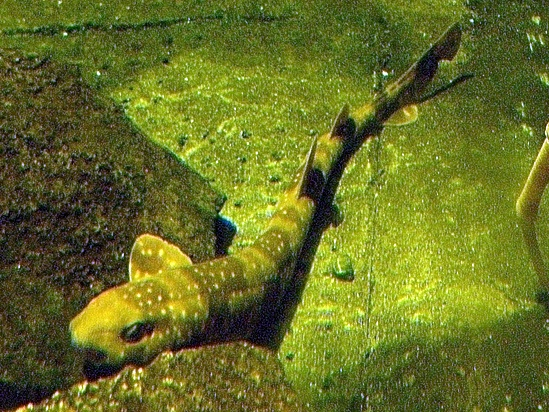
大型個体は鞍状の模様に加え、白い斑点が出現する。

最大で50cmに達する。体は細いが、ある程度体高があって固い。頭部は細く、幅は長さの2/3程度。長さは全長の1/6に少し満たない。吻は短くて丸い。鼻孔は大きく、小さな三角形の前鼻弁がある。口は大きく、前鼻弁は口まで達しない。眼は中程度の大きさで楕円形、簡易な瞬膜を備える。後方には中程度の大きさの噴水孔がある。鼻孔と口の間に溝はない。口角の唇褶は下顎にのみ伸びる。歯は小さく、長い尖頭と、一般的には2対の小尖頭を持つ。5対の鰓裂は短く、胸鰭の基部は第4鰓裂直下に位置する。
背鰭は体の後方にある。第一背鰭の頂点は丸く、腹鰭の基底より後ろに位置する。第二背鰭は第一より小さく、より先端が尖る。胸鰭と腹鰭は中程度の大きさで、雄では腹鰭の内縁が癒合し、長く円筒形のクラスパーをエプロン状に包み込む。臀鰭は2基の背鰭の中間に位置する。尾柄は体高と同じくらい高さがあり、その後ろには低い尾鰭が続く。下葉は不明瞭で、上葉後縁の端近くには欠刻がある。皮膚は分厚く、大きな直立した皮歯のために非常に粗くなっている。各皮歯には3本の後ろ向きの突起がある。背面と体側は褐色で、6–10本の不明瞭で暗い鞍状の模様がある。腹面は黄色がかる。大型個体では、大きく不規則な白黒の斑点が多数出現する。

## 分布
北西太平洋の日本・朝鮮半島・中国沿岸、南シナ海、おそらくフィリピンにも分布する。底生で、岸辺から深度320mの大陸棚・上部大陸斜面まで分布する。岩礁域を好み、回遊は行わない。

## 生態

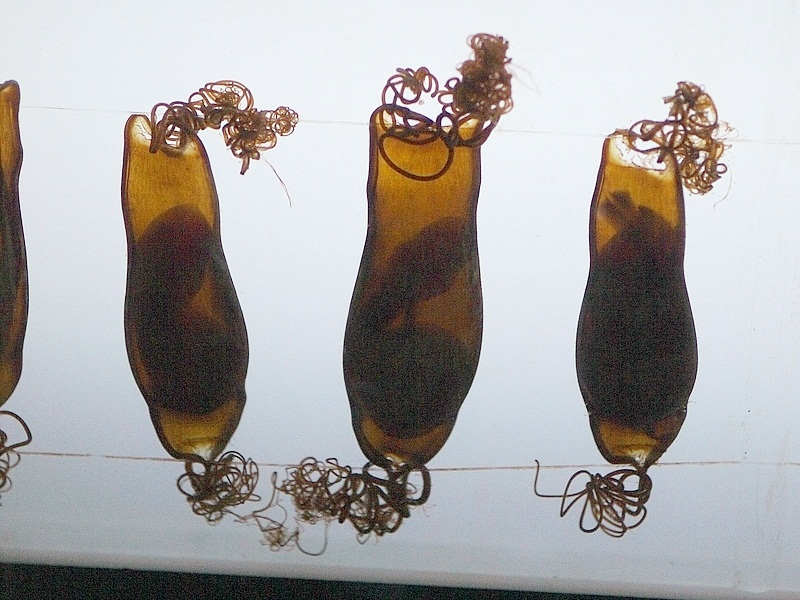
卵鞘を透かして胚を確認できる。

餌は主に軟体動物で、甲殻類・硬骨魚がそれに続く。本種やその卵はナヌカザメに捕食される。寄生虫として、粘液胞子虫の Chloromyxum scyliorhinum が知られている。卵生で、雌は片側の卵巣と、両側の輸卵管が機能する。交尾前には、雄は雌の胸鰭・体側・鰓部分などに噛み付いて体を固定する。その後体を雌に巻き付け、クラスパーを雌の総排泄孔に挿入する。交尾は15秒から4分続く。このクラスパーには特殊な構造があり、内縁に沿って百個近くの鈎が一列に並んでいる。この鈎は交尾中にクラスパーを固定するためのものだと考えられる。雌は卵殻腺に数ヶ月にわたって精子を蓄えることができる。
雌は輸卵管1本につき1個、合計2個の卵を産む。卵は滑らかで半透明、花瓶型をした黄色い卵鞘に包まれている。卵鞘は幅1.9cm・長さ5.5cmになる。卵鞘の四隅には長い巻きひげがある。卵は特定の成育場に産み付けられ、例えば函館の水深100mの地点にそのような場所がある。胚は、3.6cmの時点では外鰓を持ち、鰭は未発達で色素はない。5.8cmになると外鰓が消失し、皮膚が小さな皮歯で覆われ始める。7.9cmになると、よく発達した鰭と色素を持つようになり、成体と似た姿になる。孵化までに、水温11.3℃では15ヶ月、14.5℃では7–9ヶ月かかる。孵化時の大きさは8cm以上である。水温が低いほど成熟時の大きさが大きくなる傾向があり、函館北部では38cm以上、雌では47cmになっても未成熟の個体がいるが、対馬南部では雌雄ともに33cmで性成熟する。寿命は最低でも12年。

## 人との関わり

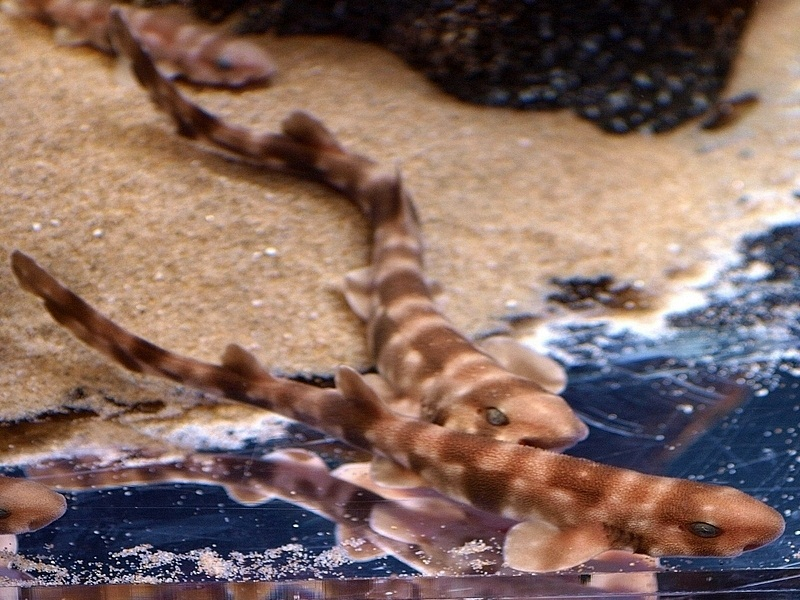
水族館で飼育される幼体。

人には危害を加えない。飼育環境にはよく適応し、水族館では飼育下繁殖も行われている。生理学におけるモデル生物として用いられることもよくある。1995年には増田元保らが、本種を用いて初めての板鰓類の人工授精に成功している。小型でおとなしいことから一般個人の家庭の水槽でのペットとしての飼育にも適している。
トロール漁・刺し網・底延縄などの底層商業漁業によって混獲される。混獲個体は一般には廃棄されるが、頑健であることから生存率は高いと考えられる。山口県の漁業で廃棄された魚類の40%が本種であったというデータがある。福島県の底引き網漁業では、年間1t以上の本種が漁獲され、同じく廃棄されている。強い漁獲圧がかかってはいるが、おそらく他のサメよりも繁殖力が強いために普通種に留まっている。このため、IUCNは保全状況を軽度懸念としている。日本各地で採集された個体から、生物濃縮されたと見られるPCB・DDEなどの汚染物質が検出されている。東南アジアの開発途上国では、これと同様にDDTが蓄積しているとのデータがある。

### 和名と英名
トラザメ類は英語でCatshark （キャットシャーク）であり、Tigershark （タイガーシャーク）ではない。Tigershark は獰猛な大型種イタチザメを指す。
また、Catsharkを日本語に直訳すれば「ネコザメ」だが、日本でネコザメといえばまた別種のサメになる。ネコザメの海外名は bullhead shark　で、“牛頭鮫”という意味になる。